# Stacjonarna fala uderzeniowa
Stacjonarna fala uderzeniowa – fala powstała w mieszaninie, w której popychana przez czoło tej fali mieszanina świeżych gazów ulega w jej obrębie wciąż identycznym zmianom swego stanu. Fala uderzeniowa może być tylko wtedy stacjonarna, gdy doprowadza się do niej stale energię.